# دونالد ر. جونستون
دونالد ر. جونستون (بالإنجليزية: Donald R. Johnston)‏ هو عسكري أمريكي، ولد في 19 نوفمبر 1947 في كولومبوس في الولايات المتحدة، وتوفي في 21 مارس 1969 في محافظة تاي ننه في فيتنام.